# Fotogrammi d'argento al miglior interprete teatrale
I Fotogrammi d'argento al miglior interprete teatrale (Fotogramas de Plata a la mejor labor teatral) sono stati un premio annuale assegnato dalla rivista spagnola Fotogramas dal 1971 al 1996. 

## Vincitori

### Anni 1970
- 1971: Núria Espert - Yerma
- 1972: Els Joglars - Mary d'Ous
- 1973: Teatro Experimental Independiente - Conjunto de su labor
- 1974: José Luis Gómez - La resistibile ascesa di Arturo Ui
- 1975: Laly Soldevila - La carroza de plomo candente
- 1976: Teatro Lliure - Mahagony
- 1977: Grupo Teatro Estable Castellano - Zio Vanja
- 1978: Enric Majó - Amleto
- 1979: Julia Gutiérrez Caba - Petra Regalada

### Anni 1980
- 1980: Concha Velasco - Yo me bajo en la próxima, ¿y usted?
- 1983: Agustín González - Las bicicletas son para el verano
- 1984: Esperanza Roy - Aquì no paga nadie
- 1985: José Maria Rodero - Luces de bohemia
- 1986: Josep Maria Flotats - Cyrano de Bergerac
- 1987: Julieta Serrano - La senyora de Sade
- 1988: Lina Morgan - El último tranvia
- 1989: Concha Velasco - Carmen, Carmen

### Anni 1990
- 1990: La Cubana - Comeme el coco negro
- 1991: Imanol Arias - Caligola
- 1992: Tricicle - Terrific
- 1993: Concha Velasco - La Truhana
- 1994: Juan Echanove - El cerdo
- 1995: Natalia Dicenta - La zapatera prodigiosa
- 1996: Ana Belén - La bella Helena